# Шаже
Шаже (фр. Chagey) насеље је и општина у источној Француској у региону Франш-Конте, у департману Горња Саона која припада префектури Лир.
По подацима из 2011. године у општини је живело 667 становника, а густина насељености је износила 95,42 становника/km². Општина се простире на површини од 6,99 km². Налази се на средњој надморској висини од 353 метара (максималној 489 m, а минималној 337 m).

## Демографија
| 1962. | 1968. | 1975. | 1982. | 1990. | 1999. | 2011. |
| ----- | ----- | ----- | ----- | ----- | ----- | ----- |
| 470   | 472   | 545   | 567   | 621   | 659   | 667   |

График промене броја становника у току последњих година